# RGS16
RGS16 (англ. Regulator of G protein signaling 16) – білок, який кодується однойменним геном, розташованим у людей на короткому плечі 1-ї хромосоми.  Довжина поліпептидного ланцюга білка становить 202 амінокислот, а молекулярна маса — 22 749.
| 10         |  | 20         |  | 30         |  | 40         |  | 50         |
| ---------- |  | ---------- |  | ---------- |  | ---------- |  | ---------- |
| MCRTLAAFPT |  | TCLERAKEFK |  | TRLGIFLHKS |  | ELGCDTGSTG |  | KFEWGSKHSK |
| ENRNFSEDVL |  | GWRESFDLLL |  | SSKNGVAAFH |  | AFLKTEFSEE |  | NLEFWLACEE |
| FKKIRSATKL |  | ASRAHQIFEE |  | FICSEAPKEV |  | NIDHETHELT |  | RMNLQTATAT |
| CFDAAQGKTR |  | TLMEKDSYPR |  | FLKSPAYRDL |  | AAQASAASAT |  | LSSCSLDEPS |
| HT         |  |            |  |            |  |            |  |            |

A: Аланін

C: Цистеїн

D: Аспарагінова кислота

E: Глутамінова кислота

F: Фенілаланін

G: Гліцин

H: Гістидин

I: Ізолейцин

K: Лізин

L: Лейцин

M: Метіонін

N: Аспарагін

P: Пролін

Q: Глутамін

R: Аргінін

S: Серин

T: Треонін

V: Валін

W: Триптофан

Кодований геном білок за функціями належить до активаторів гтфаз, фосфопротеїнів, інгібіторів трансдукції сигналу. 
Задіяний у такому біологічному процесі як поліморфізм. 
Локалізований у мембрані.